# Арсан (Верхняя Сона)
Арса́н (фр. Arsans) — коммуна во Франции, находится в регионе Франш-Конте. Департамент — Верхняя Сона. Входит в состав кантона Пем. Округ коммуны — Везуль.
Код INSEE коммуны — 70030.

## География
Коммуна расположена приблизительно в 300 км к юго-востоку от Парижа, в 33 км северо-западнее Безансона, в 50 км к юго-западу от Везуля.

## Население
Население коммуны на 2010 год составляло 42 человека.
| 1962 | 1968 | 1975 | 1982 | 1990 | 1999 | 2010 |
| ---- | ---- | ---- | ---- | ---- | ---- | ---- |
| 35   | 36   | 32   | 44   | 53   | 46   | 42   |

## Экономика

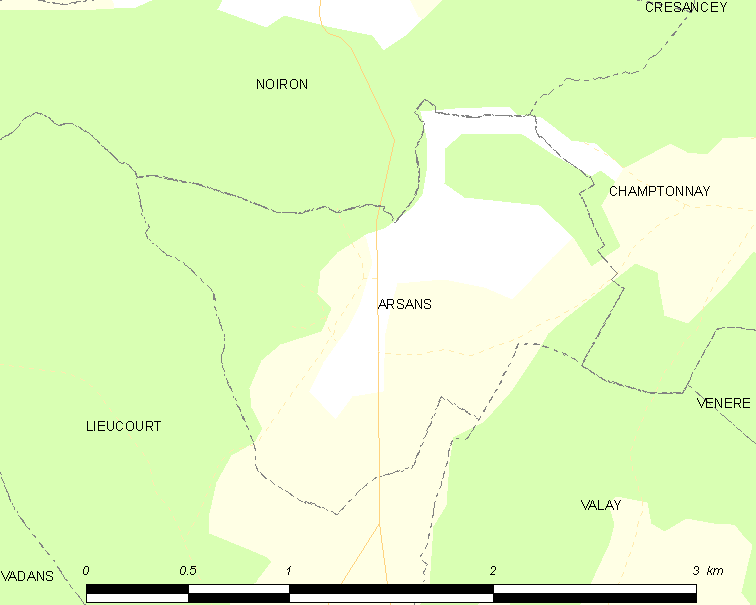
Карта коммуны

В 2010 году среди 24 человек трудоспособного возраста (15—64 лет) 17 были экономически активными, 7 — неактивными (показатель активности — 70,8 %, в 1999 году было 69,0 %). Из 17 активных жителей работали 15 человек (10 мужчин и 5 женщин), безработными было 2 (0 мужчин и 2 женщины). Среди 7 неактивных 0 человек были учениками или студентами, 4 — пенсионерами, 3 были неактивными по другим причинам.